# ZOOM H2
ZOOM H2とは、ZOOMから2007年8月31日に発売された、デジタルハンディレコーダー。
SD、SDHCカードの利用が可能で2チャンネルステレオ録音が可能。
また、搭載された4つのマイクにより4チャンネルのサラウンド録音もできる。
単三電池2本で約4時間の連続録音が可能。
発売当初ステレオ2チャンネル録音を行った場合、左右が反転して録音されると言う不具合が報告されたが、これは2007年9月7日に発表された新しいファームウェアによって対応された。
先に発売されていたXLR端子搭載で、DTMソフトが付属、エレクトリックギターとエレクトリックベース用のエフェクター、MTR機能のある上位機種H4の入門版である。